# Palanana gaini
Palanana gaini är en kräftdjursart som först beskrevs av Richardson1913.  Palanana gaini ingår i släktet Palanana och familjen Paramunnidae. Inga underarter finns listade i Catalogue of Life.